# Luigi Cadorna

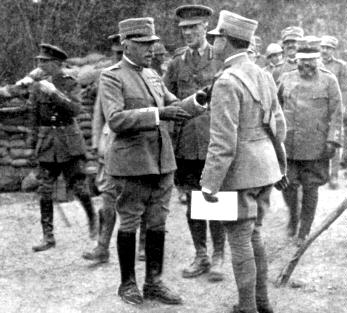
Đại tướng Cadorna đi thăm một khẩu đội pháo của Anh trong Chiến tranh thế giới thứ nhất.

Luigi Cadorna (4 tháng 9 năm 1850 – 21 tháng 12 năm 1928) là thống chế Ý, Tổng tư lệnh quân đội Ý trong Chiến tranh thế giới thứ nhất. Ông bị cách chức Tổng tư lệnh sau thất bại thảm hại của quân Ý trước cuộc tấn công của liên quân Đức, Áo-Hung trong trận Caporetto cuối năm 1917.

## Tiểu sử
Luigi Cadorna là con trai của đại tướng Raffaele Cadorna, ông sinh tại Verbania Pallanza, Piedmont vào năm 1850, và gia nhập Quân đội Ý vào năm 1868. Ông được đề nghị vào vị trí trong bộ tham mưu lần đầu tiên vào năm 1908, nhưng ông đã từ chối vì tranh cãi quanh việc kiểm soát về chính trị trong thời chiến. Ông lại được đề nghị vào chức vụ này lần nữa vào tháng 7 năm 1914 khi hai phe Entente và Liên minh Trung tâm sắp bước vào chiến tranh. Khi Ý chính thức tham gia Chiến tranh thế giới thứ nhất vào tháng 5 năm 1915 theo phe Entente, Cadorna có trong tay 36 sư đoàn bộ binh với quân số 875.000 người, nhưng chỉ có 120 khẩu pháo hiện đại.

### Chiến tranh thế giới thứ nhất
Cadorna đã cho mở 4 chiến dịch tấn công lớn vào năm 1915, và tất cả đều diễn ra dọc con sông Isonzo. Mục tiêu của các chiến dịch trên là pháo đài Gorizia, mà việc chiếm được nơi này sẽ giúp quân Ý thẳng tiến xuống phía nam đến thành phố Trieste, hoặc là tiến vào đồng bằng Ljubliana. Cả bốn chiến dịch này đều thất bại với thương vong của quân Ý là khoảng 250.000 người mà không thu được thành công nào đáng kể. Tổng cộng, Cadorna sau đó đã chỉ huy quân Ý trong suốt 11 trận đánh dọc sông Isonzo từ năm 1915 đến năm 1917. Một số lực lượng Ý khác còn bố trí dọc Trentino mở các đợt tấn công xuống Rovereto, Trento và Bolzano. Các đợt tấn công này cũng đều thất bại. Địa hình đồi núi dọc theo sông Isonzo và tỉnh Trentino không phù hợp cho các cuộc tấn công vì không có đủ không gian để triển khai quân.
Các sử gia mô tả Cadorna là một người vô cùng nghiêm khắc và tàn nhẫn với binh lính. Trong suốt thời chiến, ông đã sa thải 217 sĩ quan; trong trận Caporetto, ông đã ra lệnh xử tử bất kì sĩ quan nào rút lui. Một sử gia đã miêu tả về kỷ luật nghiêm khắc của Cadorna trong đoạn viết sau đây:
Cứ 17 người lính Ý thì có một người bị kỷ luật và 61% trong số đó bị kết án trong suốt cuộc chiến. Khoảng 750 người đã bị xử tử, con số cao nhất trong quân đội các nước tham gia cuộc chiến. Cadorna thậm chí còn sử dụng lại một hình phạt tàn khốc có từ thời Đế quốc La Mã mang tên Tàn sát hàng loạt (decimatio) - cứ mười người lính thì sẽ có một người bị xử tử - đối với các đơn vị thất bại ngoài chiến trường.
Ngày 24 tháng 10 năm 1917, liên quân Đức, Áo-Hung đã mở cuộc tấn công vượt sông Isonzo tại Caporetto và đến ngày 12 tháng 11 thì thẳng tiến đến sông Piave. Chỉ sau 24 giờ chịu sự tấn công, toàn bộ các tuyến đầu phòng thủ của Ý trong thung lũng Isonzo tại Caporetto đã sụp đổ. Việc bố trí quân lính quá xa phòng tuyến và không chịu phòng thủ chiều sau của Cadorna đã dẫn đến thảm họa trên; tuy nhiên các sĩ quan khác trong bộ tham mưu của ông như Pietro Badoglio cũng có phần nào trách nhiệm. Quân đội Ý sau thảm bại này gần như đứng trên bờ vực sụp đổ: 275.000 lính đầu hàng. Cadorna sau đó bị cách chức Tổng tư lệnh và đại tướng Armando Diaz được cử lên thay; Ông sau đó được bổ nhiệm làm đại diện của Ý tham dự Hội đồng Chiến tranh Tối cao tại Versailles. Quân Ý sau đó tập trung lại đằng sau Piave và Monte Grappa (ngọn núi nơi bản thân Cadorna trước đó đã cho củng cố phòng ngự) cùng với sự trợ giúp của liên quân Anh-Pháp-Mỹ đã tiếp tục tham gia cuộc chiến.

### Sau chiến tranh
Sau chiến tranh, chính phủ Ý đã cho mở cuộc điều tra về nguyên nhân thất bại tại Caporetto. Kết quả được công bố vào năm 1919, trong đó đã đặc biệt chỉ trích Cadorna. Trong khi đó, Cadorna lại bận rộn viết hồi ký và khẳng định ông không phải chịu trách nhiệm về thất bại trên. Tuy nhiên, đến năm 1924, ông được phong hàm Thống chế (Maresciallo d'Italia) khi Benito Mussolini lên nắm quyền.
Năm 1915, ông được vương quốc Anh trao tặng Huân chương Bath. Thống chế Cadorna mất tại Bordighera năm 1928.